# Yucuñuti de Benito Juárez
Yucuñuti de Benito Juárez är en ort i Mexiko.   Den ligger i kommunen Heroica Villa Tezoatlán de Segura y Luna och delstaten Oaxaca, i den sydöstra delen av landet, 240 km sydost om huvudstaden Mexico City. Yucuñuti de Benito Juárez ligger 1 919 meter över havet och antalet invånare är 857.
Terrängen runt Yucuñuti de Benito Juárez är huvudsakligen kuperad, men västerut är den bergig. Runt Yucuñuti de Benito Juárez är det ganska glesbefolkat, med 48 invånare per kvadratkilometer. Närmaste större samhälle är San Andrés Dinicuiti, 18,3 km öster om Yucuñuti de Benito Juárez. I omgivningarna runt Yucuñuti de Benito Juárez växer huvudsakligen savannskog.